# Tirukkattalai
Tirukkattalai (Tamil: திருக்கட்டளை Tirukkaṭṭaḷai; auch Thirukkattalai) ist ein ca. 4.200 Einwohner zählendes Dorf im südindischen Bundesstaat Tamil Nadu. Im Dorf befindet sich ein bedeutendes Shiva-Heiligtum mit 8 kleinen Begleitschreinen.

## Lage un Klima
Tirukkattalai liegt in einer Höhe von ca. 110 m ca. 4 km (Fahrtstrecke) östlich der Distriktshauptstadt Pudukkottai. Die Großstädte Tiruchirappalli und Thanjavur liegen jeweils ca. 60 km nordwestlich bzw. nordöstlich. Die Koromandelküste am Golf von Bengalen ist etwa 40 km (Luftlinie) in südöstlicher Richtung entfernt. Das Klima ist meist schwülwarm; Regen (ca. 1200 mm/Jahr) fällt hauptsächlich in der (spät-)sommerlichen Monsunzeit.

## Geschichte
Wie antike Quellen, aber auch der Fund von über 500 römischen Goldmünzen bei Pudukkottai beweisen, gab es bereits in der Antike Handelsbeziehungen zwischen dem Süden Indiens und Europa. Mit Unterbrechungen vor allem durch die Chola herrschten in der Region lange Zeit die Dynastien der Pandyas (Hauptstadt Madurai) und der Pallavas (Hauptstadt Kanchipuram), die jedoch die tatsächliche Macht oft an regionale Vasallen delegierten. Im 14. Jahrhundert okkupierten muslimische Herrscher die Macht, die dann auf das hinduistische Vijayanagar-Reich überging.

## Sehenswürdigkeiten

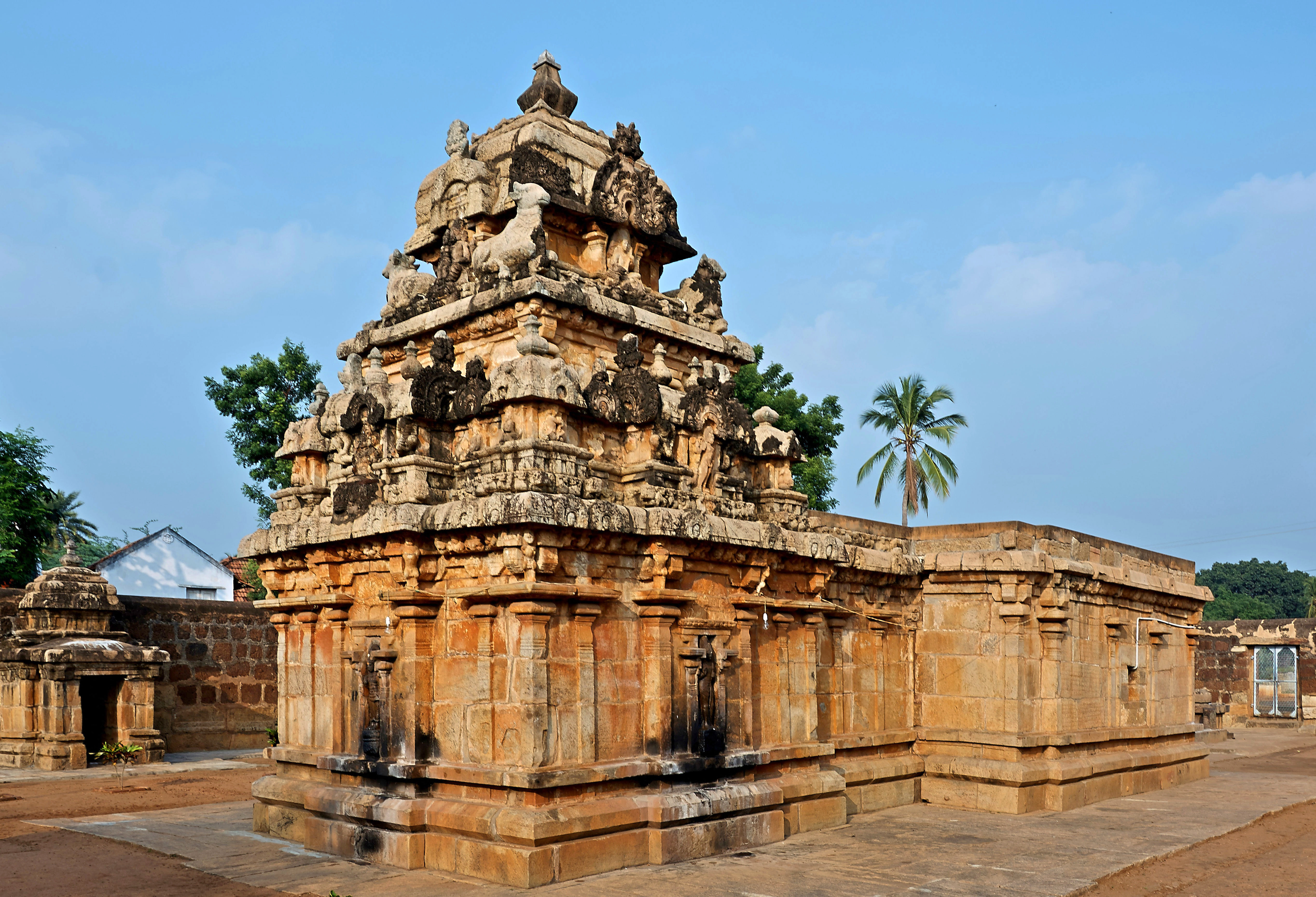
Sundaresvara-Tempel

- Hauptsehenswürdigkeit des Ortes ist der aufgrund einer Inschrift des Chola-Herrschers Aditya I. (reg. um 870–907) dem späten 9. oder frühen 10. Jahrhundert zuzurechnende und dem Gott Shiva geweihte Sundaresvara-Tempel. Der eigentliche Tempel besteht aus einer flachgedeckten geschlossenen Vorhalle (mandapa) und einer etwas kleineren Cella (garbhagriha). Ein Traufgesims mit kleinen Scheinfenstern (kudus) bildet den Übergang zum Dachbereich, der oberhalb der Cella von einem gestuften Turmaufbau (vimana) mit Scheinarchitekturen, Figuren (darunter 4 liegende Rinder) überhöht ist; dieser schließt nach oben ab mit einem haubenähnlich geschwungenen Dach mit kalasha-Vase. Während die Außenwände der Vorhalle nahezu ungegliedert sind, sind die des Sanktums deutlicher durch Pilaster und Nischen gegliedert, die Götterfiguren (Brahma, Vishnu) enthalten. Ornamentaler Schmuck ist nur spärlich vorhanden. Vor dem Tempel befindet sich ein – ehemals wohl überdachter – Nandi-Schrein.
- Unmittelbar daneben erhebt sich ein nach Süden geöffneter und der Muttergöttin Mangala Nayagi geweihter Tempel ohne Dachaufbauten.
- Kleinere Schreine mit zum Teil sehr alten Götterbildnissen finden sich an der Außenmauer des Komplexes.